# Peckoltia vittata
Peckoltia vittata är en fiskart som först beskrevs av Steindachner, 1881.  Peckoltia vittata ingår i släktet Peckoltia och familjen Loricariidae. Inga underarter finns listade i Catalogue of Life.